# Parlamentswahl in Britisch-Somaliland 1960
Die Parlamentswahl in Britisch-Somaliland 1960 fand am 17. Februar statt.
Das Ergebnis war ein deutlicher Sieg für die Somalische Nationalliga, welche 20 der 33 Sitze im Legislativrat gewinnen konnte. Das heutige Somaliland, welches international nicht anerkannt ist, sieht sich in der Tradition dieser Wahlen.

## Ergebnisse
| Partei                    | Anteil  | Sitze |
| ------------------------- | ------- | ----- |
| Somalische Nationale Liga | 60,61 % | 20    |
| United Somali Party       | 36,36 % | 12    |
| National United Front     | 3,03 %  | 1     |
| Gesamt                    | 100 %   | 33    |
| Quelle:                   |         |       |